# Mihama (Fukui)
Mihama (jap. 美浜町 Mihama-chō) – miasto w Japonii, na wyspie Honsiu, w prefekturze Fukui. Według danych na rok 2020 miejscowość zamieszkiwało 9 179 mieszkańców , a gęstość zaludnienia wyniosła 60,2 os./km².